# Francavilla Fontana
Francavilla Fontana este o comună din provincia Brindisi, regiunea Puglia, Italia, cu o populație de 36.571 locuitori și o suprafață de 177,94 km².

## Demografie
Francavilla Fontana - evoluția demografică

|  | Graficele sunt indisponibile din cauza unor probleme tehnice. Mai multe informații se găsesc la Phabricator și la wiki-ul MediaWiki. |

Date: Recensăminte sau birourile de statistică - grafică realizată de Wikipedia